# Miroslav Mentel
Miroslav Mentel (nacido el 2 de diciembre de 1962) es un exfutbolista eslovaco que se desempeñaba como guardameta.
Actualmente es entrenador de porteros del FC Petržalka 1898 eslovaco.
Jugó para clubes como el FK Inter Bratislava, FK Dukla Banská Bystrica, Agro Hurbanovo, FC DAC 1904 Dunajská Streda, Urawa Reds, SFC Opava y MFK Dubnica.

## Trayectoria

### Clubes
Jugador
| Club                        | País            | Año         |
| --------------------------- | --------------- | ----------- |
| FK Inter Bratislava         | Checoslovaquia  | 1980 - 1983 |
| FK Dukla Banská Bystrica    | Checoslovaquia  | 1983 - 1985 |
| FK Inter Bratislava         | Checoslovaquia  | 1985 - 1989 |
| Agro Hurbanovo              | Checoslovaquia  | 1989 - 1992 |
| FC DAC 1904 Dunajská Streda | Eslovaquia      | 1992 - 1993 |
| Urawa Reds                  | Japón           | 1993 - 1994 |
| SFC Opava                   | Eslovaquia      | 1994 - 1995 |
| MFK Dubnica                 | República Checa | 1995 - 1997 |

Entrenador
| Club                 | País       | Año         |
| -------------------- | ---------- | ----------- |
| FK Senica            | Eslovaquia | 2016 - 2017 |
| FK Senica(1)         | Eslovaquia | 2017 - 2018 |
| FC Petržalka 1898(1) | Eslovaquia | 2018 - 2019 |
| FC Petržalka 1898(2) | Eslovaquia | 2019        |
| FC Petržalka 1898(1) | Eslovaquia | 2019 - Act. |